# تقنيات تحسين الإنتاجية

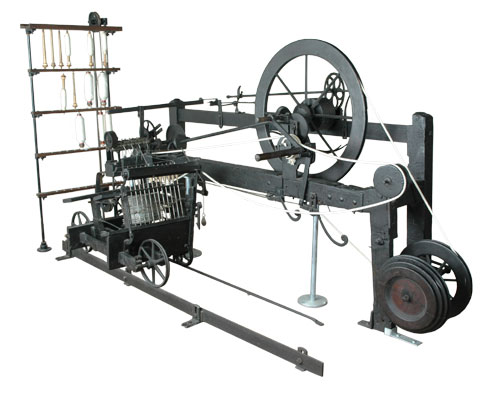

تقنيات تحسين الإنتاجية هي الابتكارات التكنولوجية التي زادت الإنتاجية على مر التاريخ.
وكثيرًا ما تقاس الإنتاجية كنسبة مجموع المخرجات إلى مجموع المدخلات في إنتاج السلع والخدمات. تزيد الإنتاجية من خلال خفض كمية العمل أو رأس المال أو الطاقة أو المواد التي تدخل في إنتاج أي كمية معينة من السلع والخدمات الاقتصادية. فالزيادات في الإنتاجية مسؤولة إلى حد كبير عن الزيادة في مستويات معيشة الفرد.

## التاريخ
تعود تقنيات تحسين الإنتاجية  إلى العصور القديمة، مع تقدم بطيء إلى أواخر العصور الوسطى. تشمل أهم الأمثلة  للتكنولوجيا الأوروبية في أوائل العصور الوسطى الناعورة (عجلة المياه)، وطوق الحصان، وعجلة الغزل، ونظام الحقل الثلاثي (بعد عام 1500 أصبح نظام الحقل الرباعي - انظر الدورة الزراعية) والفرن اللافح. كان جميع هذه التقنيات قيد الاستخدام في الصين، وبعضها استمر لقرون، قبل إدخالها إلى أوروبا.
مما ساعد على التقدم التكنولوجي؛ محو الأمية ونشر المعرفة التي تسارعت بعد انتشار عجلة الغزل إلى أوروبا الغربية في القرن الثالث عشر. زادت عجلة الغزل من إمدادات الخِرق (قطع القماش) المستخدمة في صناعة الورق، التي وصلت تقنيتها إلى صقلية في وقت ما من القرن الثاني عشر. كان الورق الرخيص عاملًا في تطوير آلة الطباعة من النوع المتنقل، ما أدى إلى ارتفاع كبير في عدد الكتب والعناوين المنشورة. وفي نهاية المطاف، بدأت الكتب العلمية والتكنولوجية بالظهور، مثل دليل التعدين الفني دي ري ميتاليكا، الذي كان أهم كتاب تكنولوجي في القرن السادس عشر وكان نص الكيمياء النموذجي للسنوات الـ180 القادمة.
يُعرَف فرانسيس بيكون (1561-1626) بالمنهج العلمي الذي كان عاملًا رئيسيًا في الثورة العلمية. ذكر بيكون أن التقنيات التي ميزت أوروبا في عصره من العصور الوسطى هي الورق والطباعة والبارود والبوصلة المغناطيسية، المعروفة باسم الاختراعات الأربع العظيمة. كانت الاختراعات الأربع العظيمة الهامة لتنمية أوروبا من أصل صيني. شملت الاختراعات الصينية الأخرى طوق الحصان، والحديد الصلب، والمحراث المُطور وآلة زرع البذور.
لعبت تقنيات التعدين وتنقية الفلزات دورًا رئيسيًا في التقدم التكنولوجي. تطور الكثير من فهمنا للكيمياء الأساسية من صهر وتنقية المعادن الخام، إذ كان دي ري ميتاليكا هو نص الكيمياء الرائد لمدة 180 عامًا. تطورت السكك الحديدية من عربات المناجم، وصُممت المحركات البخارية الأولى خصيصًا لضخ المياه من المناجم. تتجاوز أهمية الفرن اللافح قدرته على الإنتاج الضخم للحديد الصلب. وكان الفرن اللافح هو أول مثال على المعالجة المتواصلة، وهو عملية تبادل بالتيار المعاكس، تُستخدم أنواع مختلفة منه اليوم أيضًا في تكرير المواد الكيميائية والبترول. كان دفع الهواء الساخن، الذي أعاد تدوير ما كان ليشكل حرارة مُهدرة، أحد التقنيات الأساسية للهندسة. كان لها أثر مباشر يتمثل في خفض الطاقة اللازمة لإنتاج حديد الصب بشكل كبير، ولكن طُبقت إعادة استخدام الحرارة في نهاية المطاف على مجموعة متنوعة من الصناعات، لا سيما السخانات البخارية، والمواد الكيميائية، وتكرير النفط، ولب الخشب والورق.
قبل القرن السابع عشر، كانت المعرفة العلمية تميل إلى البقاء داخل المجتمع الفكري، ولكن في هذه المرة أصبحت متاحة للعامة في ما يسمى «العلوم المفتوحة». وقرب بداية الثورة الصناعية، صدرت موسوعة إنسيكلوبيدي، التي كتبها العديد من المساهمين وحرّر دنيس ديدرو ولورن دالمبير (1751-72). احتوت على العديد من المقالات حول العلوم، وكانت أول موسوعة عامة توفر تغطية متعمقة للفنون الميكانيكية، ولكن يُعترف بها أكثر لتقديمها أفكار التنوير.
يتفق المؤرخون الاقتصاديون بشكل عام على أنه، مع بعض الاستثناءات مثل المحرك البخاري، لا توجد صلة قوية بين الثورة العلمية في القرن السابع عشر (ديكارت، نيوتن، إلخ) والثورة الصناعية. ومع ذلك، فإن إحدى الآليات المهمة لنقل المعرفة التقنية كانت الجمعيات العلمية، مثل الجمعية الملكية في لندن لتحسين المعرفة الطبيعية، والمعروفة باسم الجمعية الملكية، والأكاديمية الفرنسية للعلوم. كانت هناك أيضًا كليات تقنية مثل المدرسة المتعددة التكنولوجية. كانت اسكتلندا أول مكان تُدرَّس فيه العلوم (في القرن الثامن عشر)، حيث اكتشف جوزيف بلاك السعة الحرارية والحرارة الكامنة، وحيث استخدم صديقه جيمس واط المعرفة بالحرارة لتصوّر المكثف المنفصل كوسيلة لتحسين كفاءة المحرك البخاري.
ولعل الفترة الأولى في التاريخ التي لوحظ فيها تقدم اقتصادي بعد جيل واحد كانت خلال الثورة الزراعية البريطانية في القرن الثامن عشر. ومع ذلك، لم يتقدم التطور التكنولوجي والاقتصادي بمعدل كبير إلا بعد الثورة الصناعية الإنجليزية في أواخر القرن الثامن عشر، وحتى ذلك  الحين، زادت الإنتاجية بنسبة 0.5% سنويًا. بدأ النمو المترفع للإنتاجية في أواخر القرن التاسع عشر في ما يطلق عليه أحيانًا الثورة الصناعية الثانية. استندت معظم الابتكارات الرئيسية في الثورة الصناعية الثانية إلى الفهم العلمي الحديث للكيمياء والنظرية الكهرومغناطيسية والديناميكا الحرارية وغيرها من المبادئ المعروفة لمهنة الهندسة.

## تراجع طويل الأجل في تطور الإنتاجية
قال ألكسندر جاي. فيلد: «كانت السنوات 1929-1941، إجمالًا، الأكثر تقدمًا من الناحية التكنولوجية لأي فترة مماثلة في التاريخ الاقتصادي الأمريكي».
وقال آلان سويزي في عام 1943: «مع تقدم التصنيع، أصبحت آثاره نسبيًا أقل ثوريةً لا أكثر».....«وفي الواقع، كان هناك تقدم عام في السلع الصناعية من نقص إلى فائض في رأس المال بالمقارنة مع الاستثمارات الداخلية».
انخفض نمو الإنتاجية في الولايات المتحدة على المدى الطويل منذ أوائل السبعينيات، باستثناء ارتفاع في الفترة 1996-2004 بسبب تسارع ابتكار أشباه الموصلات على قانون مور. يُعزى جزء من التراجع المبكر إلى زيادة التنظيم الحكومي منذ الستينيات، بما في ذلك وضع ضوابط بيئية أكثر صرامة. ويرجع جزء من التراجع في نمو الإنتاجية إلى استنفاد الفرص، خاصةً مع انخفاض حجم قطاعات الإنتاجية العالية عادةً. واعتبر روبرت جيمس غوردون أن الإنتاجية «موجة كبيرة واحدة» بدأت بالانحسار الآن والتراجع إلى مستوى أدنى، في حين وصف ماريون كينغ هوبرت ظاهرة المكاسب الإنتاجية الكبرى التي سبقت أزمة الكساد الكبير بأنها «حدثٌ لمرة واحدة».
وبسبب انخفاض النمو السكاني في الولايات المتحدة وبلوغ ذروة نمو الإنتاجية، لم يعد النمو المستدام للناتج المحلي الإجمالي الأميركي إلى 4% بالإضافة إلى معدلات ما قبل الحرب العالمية الأولى.
إن أجهزة الكمبيوتر وأشباه الموصلات الشبيهة بالحاسوب المستخدمة في التشغيل الآلي هي أهم تقنيات تحسين الإنتاجية التي طُوِّرت في العقود الأخيرة من القرن العشرين؛ غير أن إسهامها في نمو الإنتاجية عمومًا كان مخيبًا للآمال. حدث معظم نمو الإنتاجية في الصناعات الجديدة للحاسوب والصناعات ذات الصلة. كان الخبير الاقتصادي روبرت ج. غوردون من بين الذين تساءلوا عما إذا كانت أجهزة الكمبيوتر قد عاشت مع الإبداعات العظيمة في الماضي، مثل الكهرباء. تُعرف هذه القضية بمفارقة الإنتاجية. يعطي تحليل غوردون (2013) للإنتاجية في الولايات المتحدة الأمريكية زيادة محتملة في النمو، واحدة خلال 1891-1972 والثانية في 1996-2004 بسبب تسارع الابتكار التكنولوجي المتعلق بقانون مور.
أثرت التحسينات في الإنتاجية على الأحجام النسبية لمختلف القطاعات الاقتصادية عن طريق تخفيض الأسعار والعمالة. أطلقت الإنتاجية الزراعية العمالة في الفترة التي كان ينمو فيها التصنيع. وبلغ نمو إنتاجية التصنيع ذروته مع كهربة المصانع والتشغيل الآلي، لكنه لا يزال ملحوظًا. مع ذلك، ومع تقلص الحجم النسبي لقطاع التصنيع، زاد عدد القطاعات الحكومية والخدمات التي تشهد نموًا منخفضًا في الإنتاجية.

## تحسين مستويات المعيشة
كان الجوع المزمن وسوء التغذية الأمر المعتاد لغالبية سكان العالم، بما في ذلك إنجلترا وفرنسا، حتى الجزء الأخير من القرن التاسع عشر. وحتى عام 1750 تقريبًا، كان متوسط العمر المتوقع في فرنسا 35 عامًا تقريبًا، وكان أعلى قليلًا في إنجلترا، ويرجع هذا غالبًا إلى سوء التغذية. كان سكان الولايات المتحدة في ذلك الوقت يحصلون على قدر كاف من التغذية، وكانوا أطول بكثير، ومتوسط العمر المتوقع لديهم 45-50 سنة.
تحققت المكاسب في مستويات المعيشة إلى حد كبير من خلال زيادة الانتاجية. ففي الولايات المتحدة، بلغ حجم مقدار الاستهلاك الشخصي الذي يمكن شراؤه بساعة عمل واحدة نحو 3.00 دولار في عام 1900، وزاد إلى نحو 22 دولارًا في عام 1990، مُقاسًا بقيمة الدولار في عام 2010. وعلى سبيل المقارنة، فإن العامل الأمريكي اليوم الذي يعمل لمدة عشر دقائق يكسب أكثر (من ناحية القوة الشرائية) مما يكسب عمال الكفاف في 12 ساعة عمل، مثل عمال المطحنة الإنجليزيين الذين كتب عنهم فريدريك إنجيلز في عام 1844.

### انخفاض أسبوع العمل
انخفض أسبوع العمل بشكل كبير خلال القرن التاسع عشر نتيجة لزيادة الإنتاجية. وبحلول العشرينيات، كان متوسط أسبوع العمل في الولايات المتحدة 49 ساعة، لكنه انخفض إلى 40 ساعة (بعد تطبيق علاوة العمل الإضافي) كجزء من قانون الإنعاش الصناعي الوطني لعام 1933.